# 장준성
장준성(張俊成, 1992년 9월 18일 ~ )은 대한민국의 야구 선수이다. KBO 리그 KIA 타이거즈 소속이었다. 대학교 졸업 후 입단했으며, 1시즌 후 입대하였다.

## 학력
- 인천동막초등학교 졸업
- 대헌중학교(현 재능중학교) 졸업
- 제물포고등학교 졸업
- 영동대학교 졸업
- 동국대학교 졸업